# Steven Eckholdt
Steven A. Eckholdt (ur. 6 września 1961 w Los Angeles) – amerykański aktor, reżyser i producent filmowy, teatralny i telewizyjny pochodzenia niemieckiego.

## Filmografia

### filmy fabularne
- 1986: Ta ostatnia noc jako mężczyzna w barze
- 1988: Podążaj w stronę światła (TV) jako Jeff
- 1999: List w butelce jako David

### seriale TV
- 1986: Statek miłości jako Eric Matthews
- 1989: Słoneczny patrol jako Andrew Garrison
- 1990: Matlock jako Mark Carter
- 1990: Pracująca dziewczyna
- 1991: Prawnicy z Miasta Aniołów jako Patrick Flanagan
- 1991: Gliniarz i prokurator jako Richard
- 1992: Dzień za dniem jako Kenny Stollmark Jr.
- 1992: Głuchy telefon jako Thumper Klein
- 1993: Skrzydła jako Connor
- 1994: Prawnicy z Miasta Aniołów jako Cleland
- 1993−1994: Melrose Place jako Robert Wilson
- 1996: Naga prawda jako Daniel
- 1997: Kancelaria adwokacka jako Chris Kelton, asystent prokuratora okręgowego
- 1997–2004: Przyjaciele jako Mark Robinson
- 1999–2001: Wiecie, jak jest... jako Robbie Graham
- 2000: Głuchy telefon jako Thumper Klein
- 2000: Żarty na bok jako prof. Dwyer
- 2001: Sprawy rodzinne jako Alex
- 2001: Powrót do Providence jako kongresmen Joe Connelly
- 2003-2006: Prezydencki poker jako Doug Westin
- 2004: Gotowe na wszystko jako oficer Rick Thompson
- 2005: Las Vegas jako senator Billy Cole
- 2005: Agenci NCIS jako dr Brad Pitt
- 2005: CSI: Kryminalne zagadki Miami jako Dale Livingston
- 2005−2006: Pół na pół jako Gus Mason
- 2006: Orły z Bostonu jako Richard Kelton, asystent prokuratora okręgowego
- 2006–2007: Słowo na L jako Henry
- 2009: Dowody zbrodni jako Ben Feldman/Foster
- 2010: CSI: Kryminalne zagadki Las Vegas jako John Dudek
- 2010: Dwóch i pół jako Brad Howe/Brad Harlow
- 2010: Southland jako Rich Ryerson
- 2012: Tancerki jako Grant
- 2012: Magazyn 13 jako Gil Moorpark
- 2012: Castle jako Michael Case
- 2013: Kości jako Charlie McCord
- 2015: Partnerki jako Ronald Wallace